# Мост Шота Шаликашвили
Мост Шота Шаликашвили (груз. შოთა შალიკაშვილის ხიდი) — автомобильный мост через реку Куру в Тбилиси, Грузия. Соединяет районы Дигоми и Дидубе (район Дидубе-Чугурети). 

## Расположение
Мост расположен в створе проспекта Григола Робакидзе. На левом берегу находятся автовокзал, железнодорожная станция и станция метро.
Выше по течению находится мост Миндели, ниже — мост Вахушти Багратиони.

## Название
Первоначально мост назывался мостом Дидубе или Дидубийским мостом (груз. დიდუბის ხიდი), по наименованию района. Современное название присвоено мосту в 1990 году, в честь заслуженного инженера, почетного строителя Шота Шаликашвили .

## История
Мост был построен в 1953—1954 гг. на месте существовавшей паромной переправы. Проект разработан инженером М. Дидидзе и архитектором А. Курдиани. Мост проектировался как парадный въезд в город со стороны Военно-Грузинской дороги.

## Конструкция

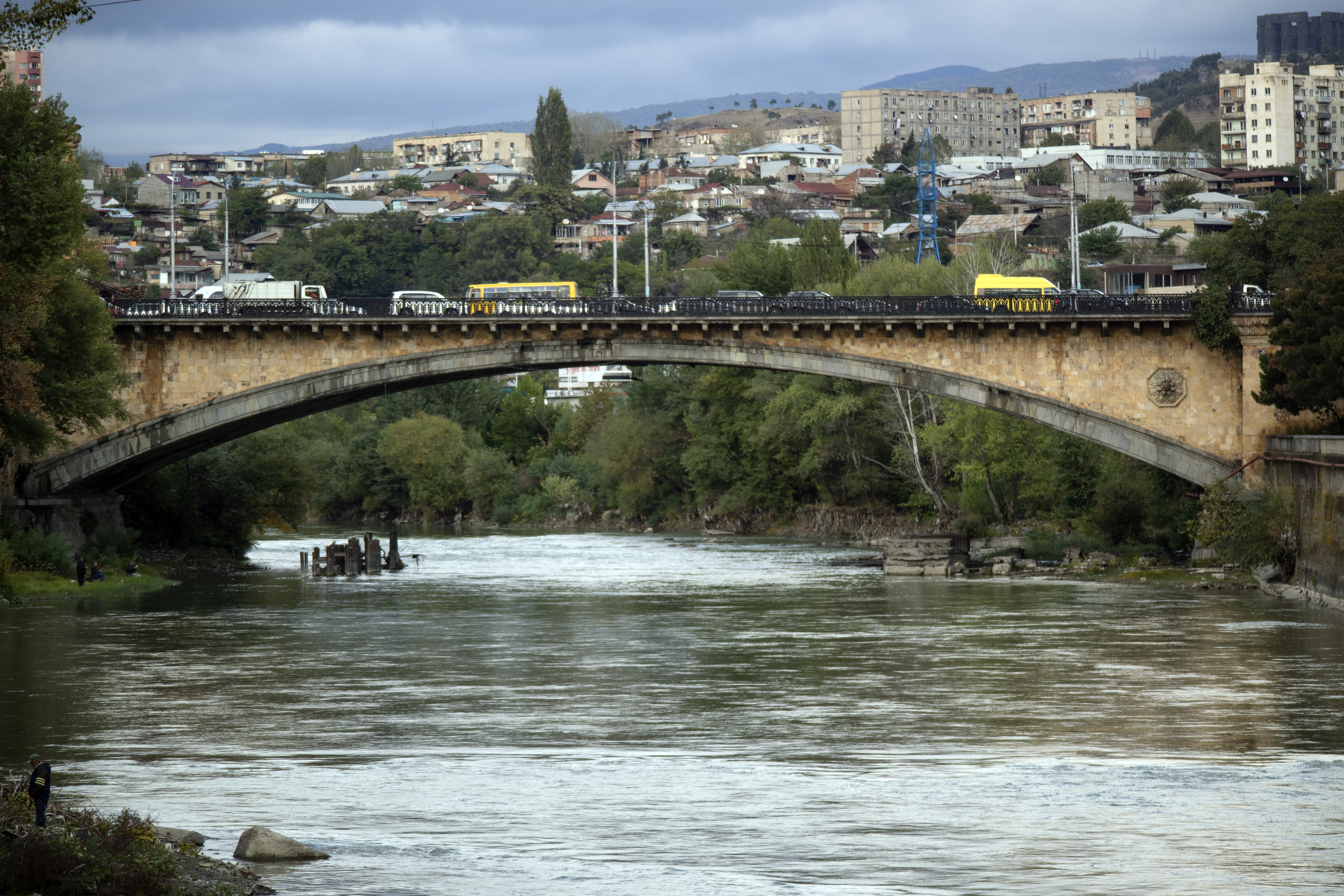
мост Дидубе

Мост двухпролётный железобетонный арочный. Русло реки перекрыто 72-метровой аркой, на правом берегу устроен путепровод с пролётом 19 м. Мост подчеркнуто монументален. В оформлении моста использовано много декоративных элементов: литая решетка, резные каменные детали — кронштейны, розетки и т. п. Фасады моста облицованы жёлтым болнисским туфом и серым сианским гранитом. Над опорой, разделяющей пролёты моста, установлены колонны из туфа. 
Мост предназначен для движения автотранспорта и пешеходов. Проезжая часть включает в себя 6 полос для движения автотранспорта. Покрытие проезжей части и тротуаров — асфальтобетон. Перильное ограждение чугунное художественного литья, завершается на устоях каменным парапетом. При въезде на мост со стороны правого берега установлены колонны из туфа. 